# Conocephalus tridens
Conocephalus tridens är en insektsart som beskrevs av Morgan Hebard 1935. Conocephalus tridens ingår i släktet Conocephalus och familjen vårtbitare. Inga underarter finns listade i Catalogue of Life.